# Enos T. Throop
Enos Thompson Throop (21 de agosto de 1784 - 1 de novembro de 1874) foi um advogado, político e diplomata americano que foi o décimo governador de Nova York, entre 1829 até 1832.